# Диапага
Диапага (фр. Diapaga) — город и городская коммуна в Буркина-Фасо, в Восточной области. Административный центр провинции Тапоа.
Расположен в восточной части страны, к югу от реки Тапоа, на высоте 270 м над уровнем моря. Через город проходит национальное шоссе № 19, соединяющее Диапагу с городом Канчари (на северо-западе) и национальным парком Арли (на юго-востоке).
Население городской коммуны (департамента) Диапаги по данным переписи 2006 года составляет 32 260 человек. Население собственно города Диапага насчитывает по оценочным данным на 2012 год 14 156 человек; по данным переписи 2006 года оно составляло 9563 человека. Помимо собственно города Диапага городская коммуна включает ещё 19 деревень. Основная этническая группа — гурма.

## Города-побратимы
- Ла-Гасийи, Франция[4]